# Sarsia lovenii
Sarsia lovenii is een hydroïdpoliep uit de familie Corynidae. De poliep komt uit het geslacht Sarsia. Sarsia lovenii werd in 1846 voor het eerst wetenschappelijk beschreven door M. Sars. 